# Cosmarium geometricum
Cosmarium geometricum là một loài Song tinh tảo trong họ Desmidiaceae, thuộc chi Cosmarium.